# John Ier Comyn
John Comyn (Cumyn) (né vers 1215 - mort vers 1275) seigneur de Badenoch en Écosse. Il fut justiciar de Galloway en 1258,. Il détient des domaines en  Nithsdale (Dalswinton, une place forte des Comyn, et Duncow) et en Tynedale.

## Biographie
John est le fils de Richard (né en 1190/1194 † vers 1244/1249) et le petit-fils par ce dernier de William Comyn, seigneur de  Badenoch et de jure uxoris, comte de Buchan. Il succède à son oncle Walter Comyn, en 1258, comme seigneur de Badenoch, et il a comme successeur son fils  John II Comyn, dit le "Red Comyn". John Ier est parfois connu sous le surnom de  "Red Comyn", un surnom le plus souvent donné également à son petit-fils John III Comyn.
La famille Comyn détient le pouvoir effectif en  Écosse de 1249 à 1255, pendant la minorité d' Alexandre III d'Écosse ; John n'eut qu'une courte influence. Les Comyns sont exclus du pouvoir par Alan Durward, mais il y reviennent en  1257-8, avant de provoquer une forte réaction anglaise,.
John combat pour le compte du roi Henri III d'Angleterre lors de la Bataille de Lewes (1265), avec Jean de Bailleul et Robert Bruce l'Ainé et il est fait prisonnier. En 1267 il obtient la licence de fortifier le chateau de Tarset en Tynedale (actuellement Lanehead, près Hexham), d'Henri III ; Tarset avait antérieurement détenu par Walter Comyn.
Il commence la construction du château de Blair avec une première tour en  1269. La place est ensuite contrôlée par David (I) Strathbogie, comte d'Atholl.
Selon l'édition de 1911 de l'Encyclopædia Britannica, il meurt en 1274.
La date de 1277 est également avancée pour son décès.

## Famille
John Ier épouse en premières noces une certaine Eva et ensuite sans doute Alice de Ross. Il eut un fils et quatre filles :
- John II Comyn ;
- une fille qui épousa le comte Alexandre MacDougall d'Argyll ;
- une fille qui a épousé Sir William Galbraith, seigneur des Kyncaith ;
- une fille qui a épousé le comte Galfrid de Mowbray ;
- Euphémia qui épouse Sir Andrew Moray de Petty et Avoch, Justiciar d'Écosse.